# 2 марта
2 марта — 61-й день года (62-й в високосные годы) по григорианскому календарю.
До конца года остаётся 304 дня.
До 15 октября 1582 года — 2 марта по юлианскому календарю, с 15 октября 1582 года — 2 марта по григорианскому календарю.
В XX и XXI веках соответствует 17 февраля по юлианскому календарю в невисокосные годы, 18 февраля в високосные годы.

## Праздники и памятные дни

### Национальные
- Эфиопия — День победы в битве при Адуа (1896 год).

### Религиозные

#### Католицизм
- Память Агнессы Чешской;
- память Карла I Доброго;
- память Чеда Мерсийского.

#### Православие
(указано для невисокосных лет; в високосные годы список иной, см. 3 марта)
- Память священномученика Ермогена, патриарха Московского и всея России, чудотворца (1612);
- память праведной Мариамны, сестры апостола Филиппа, от 12 (I);
- память великомученика Феодора Тирона (ок. 306);
- обре́тение мощей мученика Мины Калликелада (ок. 867—889)[2];
- память преподобного Феодора Молчаливого, Печерского, в Дальних пещерах (XIII);
- память священномучеников Михаила Никологорского и Павла Косминкова, пресвитеров (1938);
- память мученицы Анны Четвериковой (1940).

### Именины
- Католические: Агнесса, Карл, Чад.
- Православные: Авксиний, Варнава, Гермоген, Ермоген, Мариамна (Марианна), Мария, Маркиан, Мина, Михаил, Николай, Павел, Папа, Порфирий, Пульхерия, Роман, Феодосий, Фёдор

## События

### До XX века
- 1476 — в битве при Грансоне ополчение швейцарских кантонов нанесло поражение войскам бургундского герцога Карла Смелого.
- 1498 — эскадра Васко да Гамы прибыла в Мозамбик.
- 1699 — французский исследователь Пьер Ле Муан д’Ибервиль открыл устье реки Миссисипи.
- 1711 — учреждён Сенат — высший государственный орган в России (существовал до 1917 года).
- 1791 — во Франции внедрена новая система связи — семафор.
- 1797 — Пермское наместничество было преобразовано в Пермскую губернию по Указу Павла I 1796 года «О новом распределении государства на губернии».
- 1799 — Русский флот под командованием Ушакова после 4-месячной осады взял штурмом остров Корфу[3].
- 1831 — Александр Пушкин обвенчался с Натальей Гончаровой.
- 1855 — на престол Российской империи вступил Александр II.

### XX век
- 1911 — первое выступление русского народного хора, созданного Митрофаном Пятницким.
- 1917 — Конгресс США принимает Закон Джонса, на основании которого Пуэрто-Рико объявляется территорией США, а его жители получают права граждан США.
- 1919 — Образован Московский финансовый институт, ставший впоследствии Финансовой академией при Правительстве Российской Федерации.
- 1921 — Провозглашена Лабинская республика.
- 1925 — Закон о всеобщем избирательном праве для мужчин в Японии.
- 1925 — по всем воинским частям разослан приказ Реввоенсовета о введении единоначалия в РККА.
- 1930 — в газете «Правда» опубликована статья Сталина «Головокружение от успехов» о «перегибах на местах», допущенных при коллективизации.
- 1933 — В Нью-Йорке состоялась премьера фильма «Кинг Конг».
- 1935 — В Москве открылась первая Всесоюзная конференция по применению реактивных летательных аппаратов для полётов в стратосферу.
- 1939 — После смерти папы Пия XI новым папой под именем Пия XII избирается Эудженио Пассели.
- 1943 — В юго-западной части Тихого океана началось морское сражение между США и Японией.
- 1949 — Завершён первый беспосадочный полёт самолёта вокруг земного шара. За 94 часа самолёт Lucky Lady II (B-50 Superfortress) был дозаправлен самолётом-заправщиком четыре раза.
- 1951 — Прошла первая игра всех звёзд NBA.
- 1956 — Марокко получило независимость в результате снятия французского протектората.
- 1958 — Английская экспедиция Вивиана Фукса впервые пересекла Антарктиду.
- 1959 — В СССР созданы добровольные народные дружины (ДНД).
- 1962
  - В результате переворота в Бирме к власти пришли сторонники социалистического пути развития.
  - Уилт Чемберлен набрал рекордные 100 очков за один матч НБА.
- 1963 — Подписание в Пекине временного соглашения о границах между КНР и Пакистаном.
- 1964 — Группа «Битлз» приступила к съёмкам своего первого фильма «A Hard Day’s Night».
- 1965 — Начало операции «Rolling Thunder» — систематической бомбардировки Северного Вьетнама авиацией США, продолжавшейся по октябрь 1968 года.
- 1967 — 9-я церемония вручения «Грэмми». Запись года: Фрэнк Синатра — «Strangers in the Night» из альбома «Sinatra, a Man and His Music».
- 1968 — Сид Баррет покидает состав группы Pink Floyd.
- 1969 — Первый испытательный полёт французского сверхзвукового пассажирского самолёта «Конкорд».
- 1969 — Между СССР и КНР произошёл пограничный конфликт на острове Даманском, на реке Уссури.
- 1970 — Русский писатель А. Твардовский изгнан из редакции журнала «Новый мир».
- 1970 — Родезия (современное Зимбабве) официально провозглашена республикой.
- 1973 — ввиду неизбежности валютного кризиса закрываются все европейские валютные рынки (до 19 марта).
- 1974 — на церемонии вручения «Грэмми» Стиви Уандер получил пять наград.
- 1975 — Иран стал однопартийным государством.
- 1983 — израильские врачи начали всеобщую забастовку, отказавшись лечить и оперировать тяжёлых больных.
- 1986 — королева Великобритании Елизавета II подписывает в Канберре «Билль об Австралии», который упраздняет последние правовые отношения, связывающие Австралию с Великобританией.
- 1988 — на 30-й церемонии «Грэмми» победителями становятся: запись года Пол Саймон за Graceland, лучший альбом: Joshua Tree от U2, лучший поп-вокал: Jody Watley.
- 1990 — Нельсон Мандела избран заместителем президента Африканского национального конгресса.
- 1992
  - Членами ООН в качестве самостоятельных государств стали Азербайджан, Армения, Казахстан, Кыргызстан, Молдова, Таджикистан, Туркменистан, Узбекистан.
  - Начался вооружённый конфликт в Приднестровье (Республика Молдова).
  - С принятием Конституции Чеченской Республики Ичкерия фактически прекратила существование Чечено-Ингушская АССР.
- 1993
  - В Сургуте создан Межправительственный совет СНГ по нефти и газу.
  - Учреждена Академия медицинских наук Украины.

### XXI век
- 2001 — талибы начали разрушение буддийских памятников.
- 2008 — президентские выборы в России: Дмитрий Медведев набрал 70 %.
- 2024
  - Леброн Джеймс стал первым баскетболистом в истории НБА, набравшим 40 000 очков в регулярных сезонах.
  - ВС РФ атаковали Одессу беспилотниками, в результате чего 12 человек погибли и 20 были ранены.

## Родились

### До XIX века
- 1316 — Роберт II (ум. 1390), король Шотландии.
- 1459 — Адриан VI (в миру Адриан Дедел-Флоренс Утрехтский; ум. 1523), 218-й Папа Римский (1522—1523).
- 1545 — Томас Бодли (ум. 1613), английский дипломат и учёный, основатель Бодлианской библиотеки в Оксфорде.
- 1628 — Корнелис Спелман (ум. 1684), четырнадцатый генерал-губернатор Голландской Ост-Индии (1681—1684).
- 1707 — Луи Мишель ван Лоо (ум. 1771), французский живописец, портретист.
- 1737 — Уильям Хет (ум. 1814), американский политик и военный, генерал Континентальной армии.
- 1760 — Камиль Демулен (казнён в 1794), деятель Великой французской революции.
- 1770 — Луи Габриэль Сюше (ум. 1826), маршал Французской империи, участник революционных и наполеоновских войн.
- 1793
  - Пётр Кёппен (ум. 1864), русский учёный, историк, географ, этнограф, демограф, статистик. Член-корреспондент (1826), адъюнкт по статистике (1837), экстраординарный академик (1839), ординарный академик (1843) Петербургской академии наук. Действительный статский советник (1849).
  - Сэм Хьюстон (ум. 1863), американский политик, президент Республики Техас.
- 1800 — Евгений Баратынский (ум. 1844), русский поэт.

### XIX век

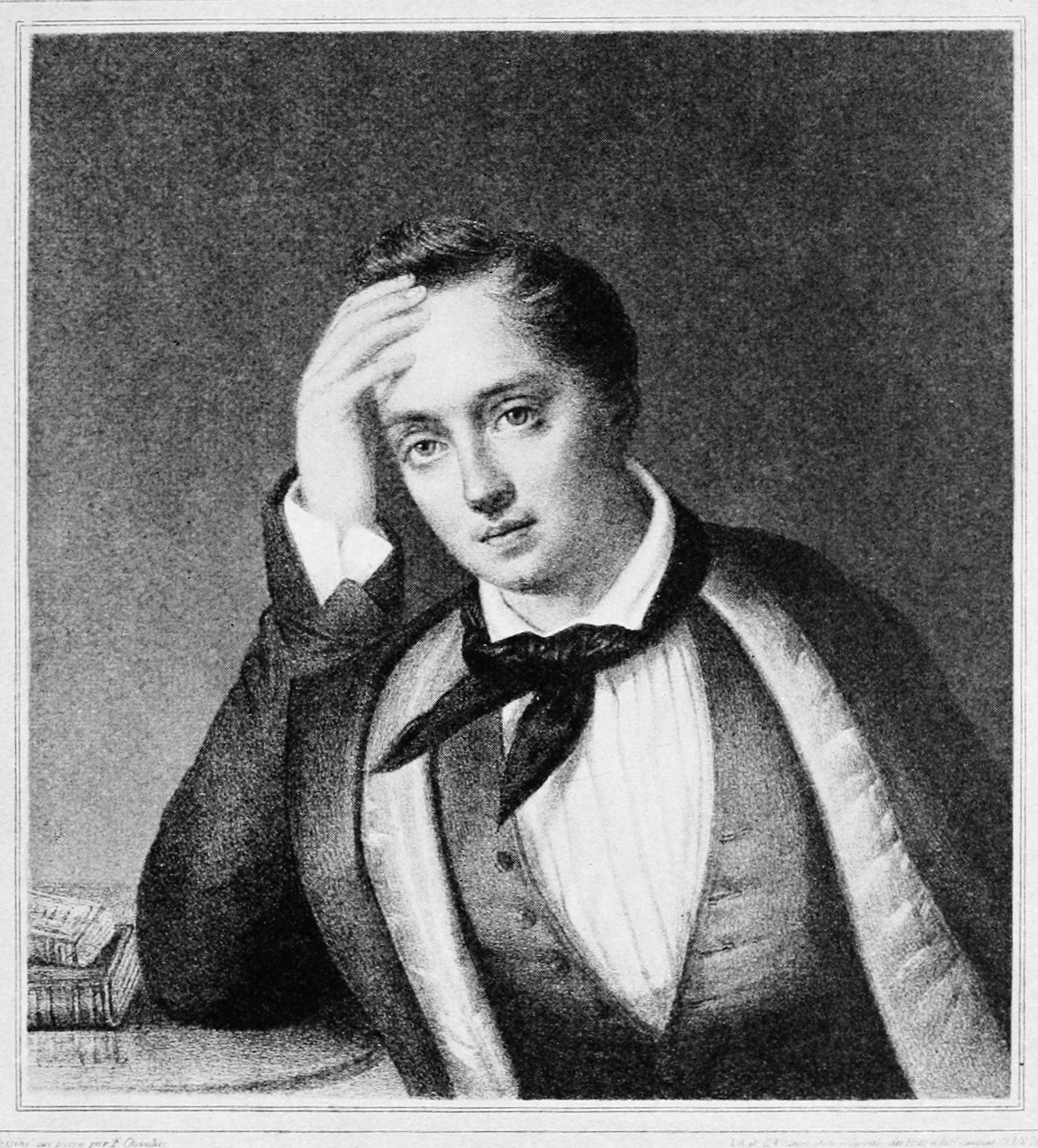
Баратынский

- 1810 — Лев XIII (в миру Виченцо Джоакино Раффаэле Луиджи, граф Печчи; ум. 1903), 256-й папа римский (1878—1903).
- 1817 — Янош Арань (ум. 1882), венгерский поэт.
- 1819 — Николай Сементовский (ум. 1879), русский и украинский писатель, археолог, историк.
- 1820 — Мультатули (наст. имя Эдуард Доувес Деккер; ум. 1887), один из крупнейших нидерландских писателей.
- 1823 — Константин Ушинский (ум. 1871), русский педагог-демократ, основоположник научной педагогики в России.
- 1824 — Бедржих Сметана (ум. 1884), чешский композитор, создавший национальную чешскую оперу.
- 1834 — Лев Иванов (ум. 1901), русский артист балета, балетмейстер, педагог.
- 1842 — Карл Якобсен (ум. 1914), датский предприниматель и меценат, сын основателя концерна Carlsberg Якоба Кристиана Якобсена.
- 1857 — Валентин Бианки (ум. 1920), русский зоолог, отец Виталия Бианки.
- 1858 — Александр Никольский (ум. 1942), российский и советский зоолог, герпетолог, заслуженный профессор, академик Академии наук Украины, популяризатор науки. Его имя носит Герпетологическое общество имени А. М. Никольского.
- 1859 — Шолом-Алейхем (наст. имя Шолом Нохумович Рабинович, ум. 1916), еврейский писатель, классик литературы на идише.
- 1862
  - Борис Голицын (ум. 1916), русский физик, академик Петербургской Академии наук (1908), один из основоположников сейсмологии, изобретатель первого электромагнитного сейсмографа.
  - Феликс Мендель (ум. 1925), немецкий врач, первым описал туберкулиновую реакцию, которая была ошибочно названа реакцией Манту.
- 1870 — Григорий Гершуни (ум. 1908), российский террорист, один из основателей боевой организации партии эсеров.
- 1874 — Карл Шлехтер (ум. 1918), австрийский шахматист, один из сильнейших в начале XX века.
- 1876 — Пий XII (в миру Эудженио Мария Джузеппе Джованни Пачелли, ум. 1958), 260-й Папа Римский (1939—1958).
- 1880 — Мицумаса Ёнай (ум. 1948), японский военный и государственный деятель, адмирал, премьер-министр Японии (16 января—22 июля 1940).
- 1882 — Пётр Глазенап (ум. 1951), русский военный деятель, участник Первой мировой войны, участник Гражданской войны на стороне Белого движения.
- 1891 — Сергей Комаров (настоящая фамилия — Лаврентьев; ум. 1957), советский актёр театра и кино, режиссёр немого кино, сценарист, педагог. Заслуженный артист РСФСР (1935).
- 1892 — Александр Курс (ум. 1937), советский журналист, драматург и сценарист, один из первых организаторов советской печати, один из ведущих советских кинодраматургов 1920-30-х годов.
- 1894 — Александр Опарин (ум. 1980), советский биолог и биохимик, академик, автор теории происхождения жизни на Земле из абиотических компонентов.
- 1897 — Михаил Морозов (ум. 1952), литературовед, театровед и театральный критик, педагог, переводчик, шекспировед.
- 1900
  - Курт Вайль (ум. 1950), немецкий композитор и дирижёр.
  - Сейфула Малешова (ум. 1971), албанский поэт, публицист, левый политический деятель, активный участник коммунистического движения в Албании.

### XX век
- 1902 — Отакар Немецки (ум. 1967), чехословацкий лыжник и двоеборец, двукратный чемпион мира.
- 1904 — Доктор Сьюз (наст. имя Теодор Зойс Гайзель; ум. 1991), американский детский писатель и мультипликатор.
- 1905 — Раду Джир (ум. 1975), румынский поэт, эссеист, драматург и журналист. Диссидент.
- 1913 — Георгий Флёров (ум. 1990), советский физик-ядерщик, академик, Герой Социалистического Труда.
- 1923 — Джордж Бэзил Хьюм (ум. 1999), архиепископ Вестминстерский (1976—1999).
- 1930 — Сергей Ковалёв (ум. 2021), правозащитник, первый уполномоченный по правам человека Российской Федерации.

- 1931

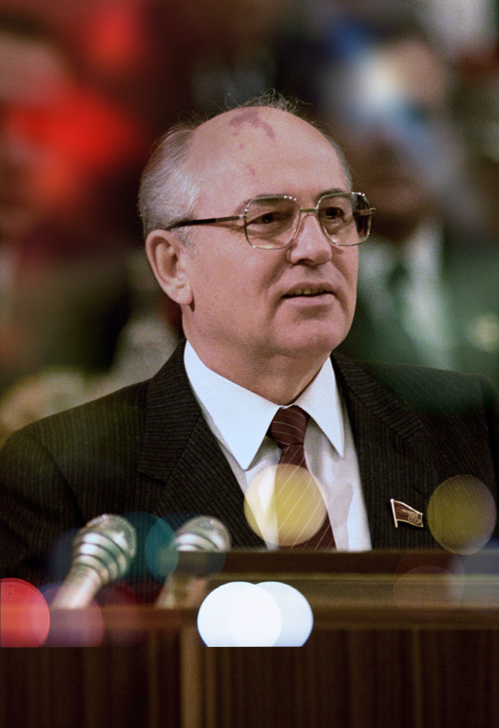
Михаил Горбачёв

  - Михаил Горбачёв (ум. 2022), Генеральный секретарь ЦК КПСС (1985—1991), первый и единственный Президент СССР (1990—1991).
  - Михаил Рябинин (ум. 1995), советский и российский поэт-песенник.
- 1933 — Алексей Гуляницкий (ум. 2021), главный дирижёр симфонического оркестра Крымской филармонии (1965—2005), народный артист Украинской ССР (1983).
- 1936 — Ия Саввина (ум. 2011), актриса театра и кино, народная артистка СССР.
- 1938
  - Вячеслав Зайцев (ум. 2023), советский и российский модельер.
  - Рикардо Лагос, чилийский государственный деятель, 33-й президент Чили с 11 марта 2000 по 11 марта 2006.
- 1939 — Ирина Богачёва (ум. 2019), оперная певица (меццо-сопрано), народная артистка СССР.
- 1942
  - Джон Ирвинг, американский писатель и сценарист.
  - Лу Рид (ум. 2013), американский гитарист, вокалист, автор песен, лидер рок-группы «The Velvet Underground».
- 1945 — Геннадий Орлов, российский спортивный комментатор, в прошлом советский футболист.
- 1947
  - Юрий Богатырёв (ум. 1989), актёр театра и кино, народный артист РСФСР.
  - Юрий Матиясевич, советский и российский математик.
  - Виктор Папаев, советский и российский футбольный тренер, в прошлом советский футболист (полузащитник).
- 1948 — Рори Галлахер (ум. 1995), ирландский блюз-рок-гитарист, автор песен.
- 1950 — Карен Карпентер (ум. 1983), американская певица и барабанщица, участница группы «Carpenters».
- 1952 — Сергей Степашин, экс-председатель Счетной палаты РФ, президент Российского книжного союза.
- 1953 — Сергей Алдошин, российский химик, академик (2003), вице-президент РАН (2008—2017).
- 1955
  - Сёко Асахара (казнён в 2018), основатель и руководитель японской тоталитарной секты «Аум синрикё».
  - Виктор Сиднев, российский политик и общественный деятель, магистр игры «Что? Где? Когда?».
- 1956 — Вячеслав Наговицын, российский государственный и политический деятель, президент Республики Бурятия (2007—2012), глава Республики Бурятия (2012—2017).
- 1961 — Сергей Силкин, советский и российский футболист, тренер.
- 1962 — Джон Бон Джови, американский певец, музыкант и актёр, основатель рок-группы «Bon Jovi».
- 1963 — Евгений Дятлов, российский актёр и певец.
- 1966 — Альваро Начинович, югославский и хорватский гандболист, олимпийский чемпион (1996).
- 1968 — Дэниел Крейг, английский актёр, исполнитель роли Джеймса Бонда и Микаэля Блумквиста.
- 1969 — Михаил Пореченков, актёр театра и кино, народный артист России (2019).
- 1971 — Роман Чехманек (ум. 2023), чехословацкий и чешский хоккеист, вратарь. Олимпийский чемпион (1998), трёхкратный чемпион мира (1996, 1999 и 2000).
- 1972 — Маурисио Почеттино, аргентинский футболист и футбольный тренер.
- 1973 — Деян Бодирога, югославский и сербский баскетболист, двукратный чемпион мира.
- 1975 —  Ли Сон Гюн (ум. 2023), южнокорейский актёр, обладатель премии Гильдии киноактёров США.
- 1976 — Даниил Страхов, российский актёр театра и кино.
- 1977
  - Мария Костюк, российский государственный деятель. Временно исполняющая обязанности губернатора Еврейской автономной области с 5 ноября 2024 года. Является единственной женщиной среди руководителей регионов России.
  - Крис Мартин, британский музыкант.
- 1980 — Ребел Уилсон, австралийская актриса.
- 1981 — Брайс Даллас Ховард, американская актриса.
- 1982
  - Пилу Асбек, датский актёр («Игра престолов»).
  - Кевин Кураньи, немецкий футболист, нападающий.
  - Эшли Файерс, американская киноактриса.
- 1983 — Лисандро Лопес, аргентинский футболист.
- 1987 — Пау Рибас, испанский баскетболист.
- 1989 — Марсель Хиршер, австрийский горнолыжник, двукратный олимпийский чемпион, 7-кратный чемпион мира, 8-кратный обладатель Кубка мира.
- 1992 — Мэйси Ричардсон-Селлерс, английская актриса.
- 1999 — Никита Мазепин, российский автогонщик, экс-пилот «Формулы-1».

## Скончались

### До XIX века

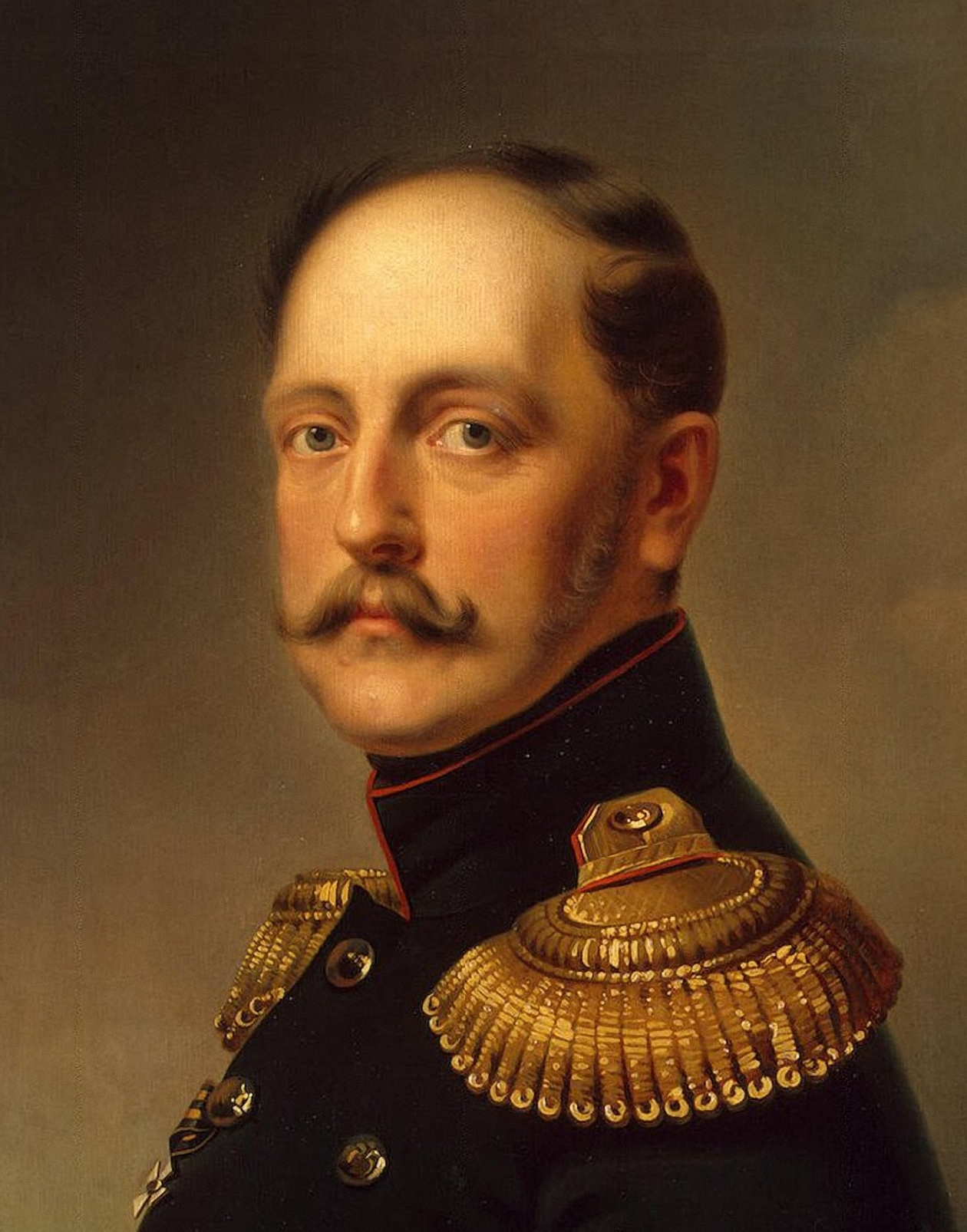
Николай I

- 274 — Мани (р. 216), древнеперсидский художник, поэт и духовный учитель, основатель манихейства.
- 1333 — Владислав I Локетек (р. 1260 или 1261), польский король (1320—1333).
- 1410 — Арсений, епископ Тверской, автор древнейшей редакции Киево-Печерского патерика.
- 1617 — Роберт Аббот (р. 1560), английский богослов, епископ Солсбери.
- 1734 — Доменико Трезини (р. ок. 1670), швейцарский архитектор и инженер, работавший в России.
- 1755 — Луи де Рувруа Сен-Симон (р. 1675), французский политик и мемуарист.
- 1788 — Саломон Гесснер (р. 1730), швейцарский поэт и художник.
- 1797 — Хорас Уолпол (р. 1717), английский писатель, основоположник жанра готического романа.

### XIX век
- 1817 — Джакомо Кваренги (р. 1744), итало-русский художник и архитектор.
- 1830 — Самуэль Томас Зёммеринг (р. 1755), немецкий анатом и физиолог.

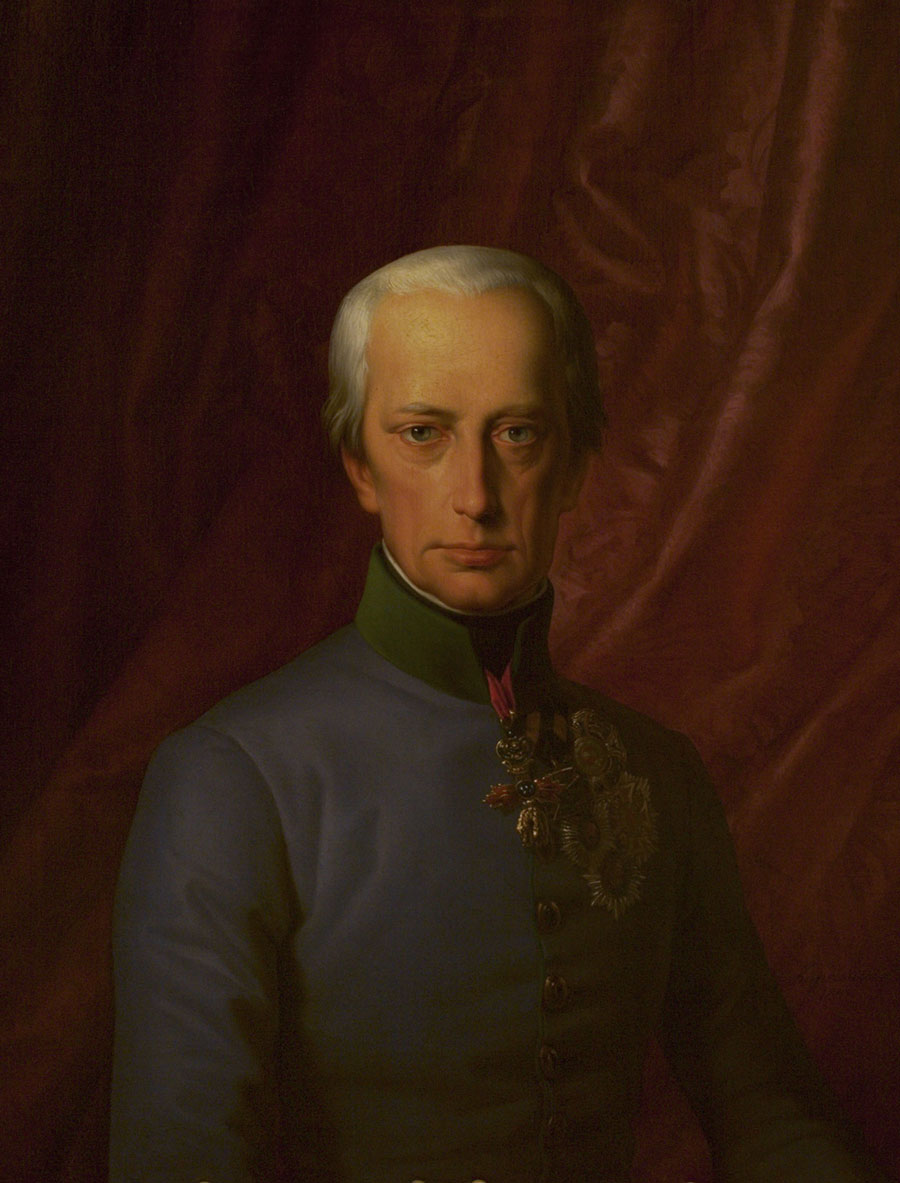
Франц II

- Франц II1835 — Франц II (р. 1768), император Священной Римской империи (1792—1806), австрийский император (с 1804), король венгерский и чешский (с 1792).
- 1840 — Генрих Вильгельм Ольберс (р. 1758), немецкий астроном, врач и физик.
- 1855 — Николай I Павлович (р. 1796), российский император (1825—1855).
- 1862 — Иван Панаев (р. 1812), русский писатель, журналист, литературный критик.
- 1864 — граф Дмитрий Блудов (р. 1785), русский писатель, дипломат, министр внутренних дел (1832—1838), глава Госсовета (с 1862).
- 1885 — Ян Казимир Вильчинский (р. 1806), врач, коллекционер, издатель «Виленского альбома».
- 1887 — Август Вильгельм Эйхлер (р. 1839), немецкий ботаник, разработчик одной из классификаций растений.
- 1889 — Людвик Тадеуш Варыньский (р. 1857), деятель польского и российского революционного движения.
- 1895 — Берта Моризо (р. 1841), французская художница-импрессионистка.

### XX век
- 1919 — расстреляна Жанна Лябурб (р. 1877), французская коммунистка, участница Гражданской войны в России.
- 1929 — Николай Кузнецов (р. 1850), русский живописец, академик.
- 1930 — Дэвид Герберт Лоуренс (р. 1885), английский писатель.
- 1939
  - Говард Картер (р. 1873), британский археолог-египтолог, в 1922 году открывший гробницу Тутанхамона.
  - Оскар Венцеслав Милош (р. 1877), французский поэт литовского происхождения.
- 1943 — погиб Карло Батко (р. 1907), югославский партизан, Народный герой Югославии.
- 1949 — Сароджини Найду (р. 1879), индийская поэтесса, участница движения за независимость.
- 1964 — Николай Алексеев (р. 1879), русский философ, правовед, профессор Императорского Московского университета.
- 1969 — Джон Уильям Клэнси (р.1899), федеральный судья США.
- 1972 — Татьяна Лукашевич (р. 1905), советский кинорежиссёр и сценарист.
- 1975 — Константин Воробьёв (р. 1919), русский советский писатель.
- 1980 — Ярослав Ивашкевич (р. 1884), польский писатель, поэт, драматург, переводчик.
- 1982 — Филип Киндред Дик (р. 1928), американский писатель-фантаст.
- 1988 — Вадим Медведев (р. 1929), актёр театра и кино, народный артист РСФСР.
- 1991 — Серж Гинсбур (др. имена Серж Генсбур, Люсьен Гинзбург; р. 1928), французский композитор, актёр, режиссёр, писатель.
- 1991 — Глафира Жуковская (р. 1898), советская оперная певица (лирико-колоратурное сопрано), педагог.
- 1996 — Борис Можаев (р. 1923), советский и российский писатель.
- 1997 — Карсон Марк[англ.]; р. 1913), американский учёный, разработчик водородной бомбы.
- 1999 — Дасти Спрингфилд (наст. имя Мэри О’Брайен; р. 1939), британская поп- и соул-певица.

### XXI век
- 2002 — Фридрих Горенштейн (р. 1932), русский прозаик, драматург и сценарист.
- 2003 — Хэнк Баллард (наст. имя Джон Генри Кендрикс; р. 1927), американский певец, музыкант, автор песен, один из пионеров рок-н-ролла.
- 2007 — Анри Труайя (наст. имя Лев Асланович Тарасов; р. 1911), французский писатель русско-армянского происхождения.
- 2008 — Софико Чиаурели (р. 1937), советская и грузинская актриса театра и кино.
- 2009 — убит Жуан Бернарду Виейра (р. 1939), президент Гвинеи-Бисау.
- 2010 — Пол Дрэйтон (р. 1939), американский спринтер, олимпийский чемпион (1964).
- 2011 — Валерий Рубинчик (р. 1940), белорусский советский и российский кинорежиссёр, сценарист.
- 2012 — Эдуард Яворский (р. 1928), советский и украинский музыковед и либреттист, заслуженный деятель искусств Украины.
- 2014 — Александр Белинский (р. 1928), советский и российский режиссёр театра и кино, сценарист, постановщик.
- 2018 — погиб Билли Херрингтон (р. 1969), американский порноактёр.
- 2021 — Юрий Розанов (р. 1961), российский спортивный телекомментатор.
- 2025 
  - Адриан Корчинский (р. 1959), советский и российский композитор, дирижёр и пианист.
  - Бувайсар Сайтиев (р. 1975), российский борец вольного стиля, заслуженный мастер спорта России (1995); депутат Госдумы от Дагестана (2016—2021). Трёхкратный олимпийский чемпион (1996, 2004, 2008), многократный чемпион мира, Европы и России.

## Народный календарь, приметы и фольклор Руси
Фёдор Тирон.
- Великомученику Фёдору молились в этот день, чтобы он помог найти пропавших людей и утерянные (украденные) вещи.
- На Руси подмечали, что с этого дня ворона начинает строить гнездо.
- В старину верили, что смотреть вечером на небо не стоит, ибо увиденная на Фёдора падающая звезда может означать тяжёлую болезнь или смерть[4].
- Какова погода на Фёдора, такова она и летом[5].
- Коли на Фёдора вечером играет месяц, то обещает хороший урожай.
- Коли на Фёдора идёт дождь, будет хороший урожай хлебов и льна.